# (31031) Altiplano
(31031) Altiplano ist ein Asteroid des inneren Hauptgürtels, der am 18. April 1996 von dem belgischen Astronomen Eric Walter Elst am La-Silla-Observatorium der Europäischen Südsternwarte in Chile (IAU-Code 809) entdeckt wurde.
Der Asteroid gehört zur Nysa-Gruppe, einer nach (44) Nysa benannten Gruppe von Asteroiden (auch Hertha-Familie genannt, nach (135) Hertha). Die zeitlosen (nichtoskulierenden) Bahnelemente von (31031) Altiplano sind fast identisch mit denjenigen von sechs kleineren, wenn man von der Absoluten Helligkeit von 17,0, 16,7, 16,8, 17,2, 18,0 und 16,9 gegenüber 14,9 ausgeht, Asteroiden: (170327) 2003 SO83, (183356) 2002 VH124, (213257) 2001 EA23, (240358) 2003 SA46, (291119) 2005 YD194 und (333352) 2001 UK6.
(31031) Altiplano wurde am 12. Juli 2014 nach dem Altiplano benannt, einer abflusslosen Hochebene in Südost-Peru und West-Bolivien.